# Melitaea didyma
Melitaea didyma är en fjärilsart som beskrevs av Eugen Johann Christoph Esper 1780. Melitaea didyma ingår i släktet Melitaea och familjen praktfjärilar. Inga underarter finns listade i Catalogue of Life.

## Beskrivning

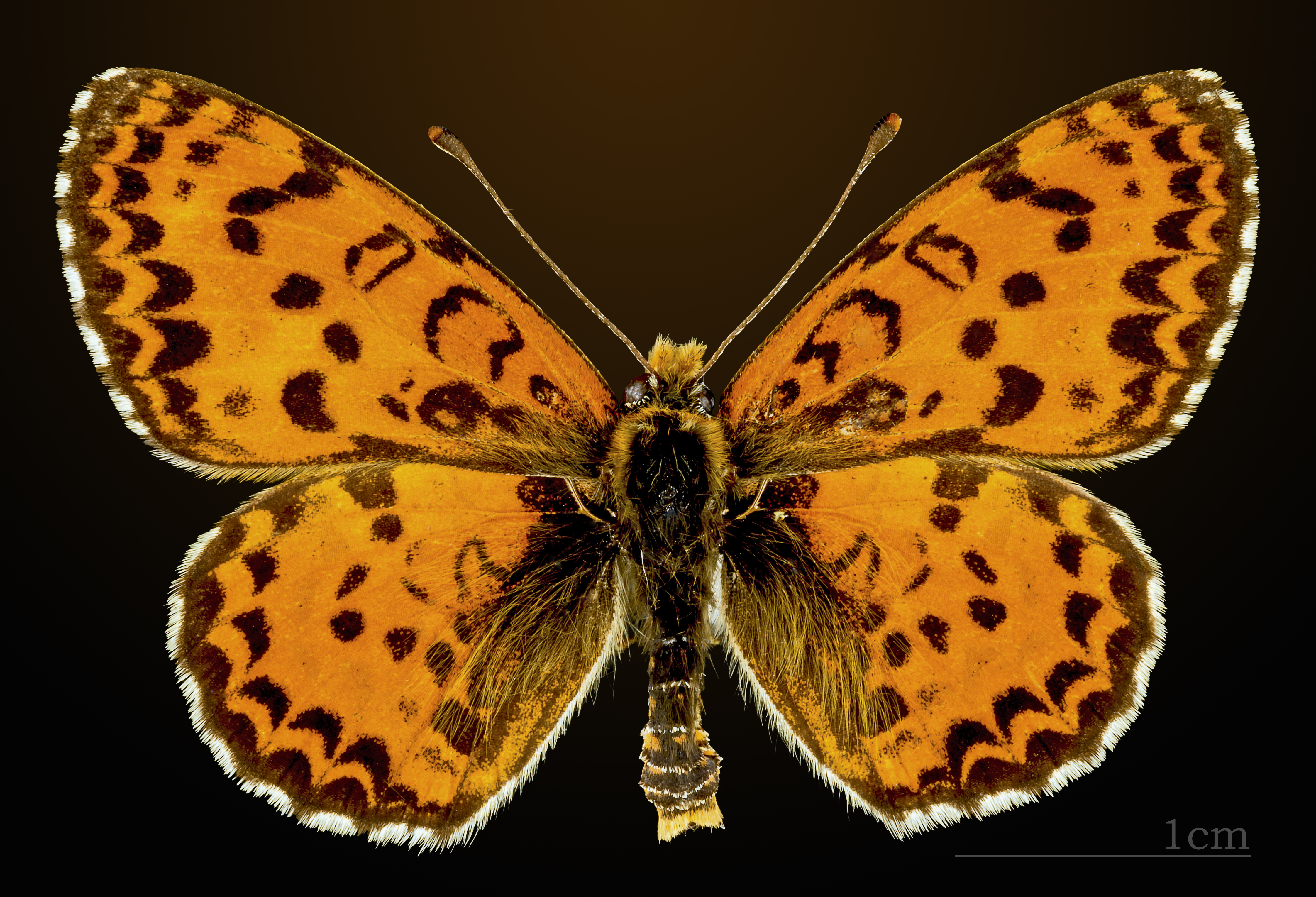
♂
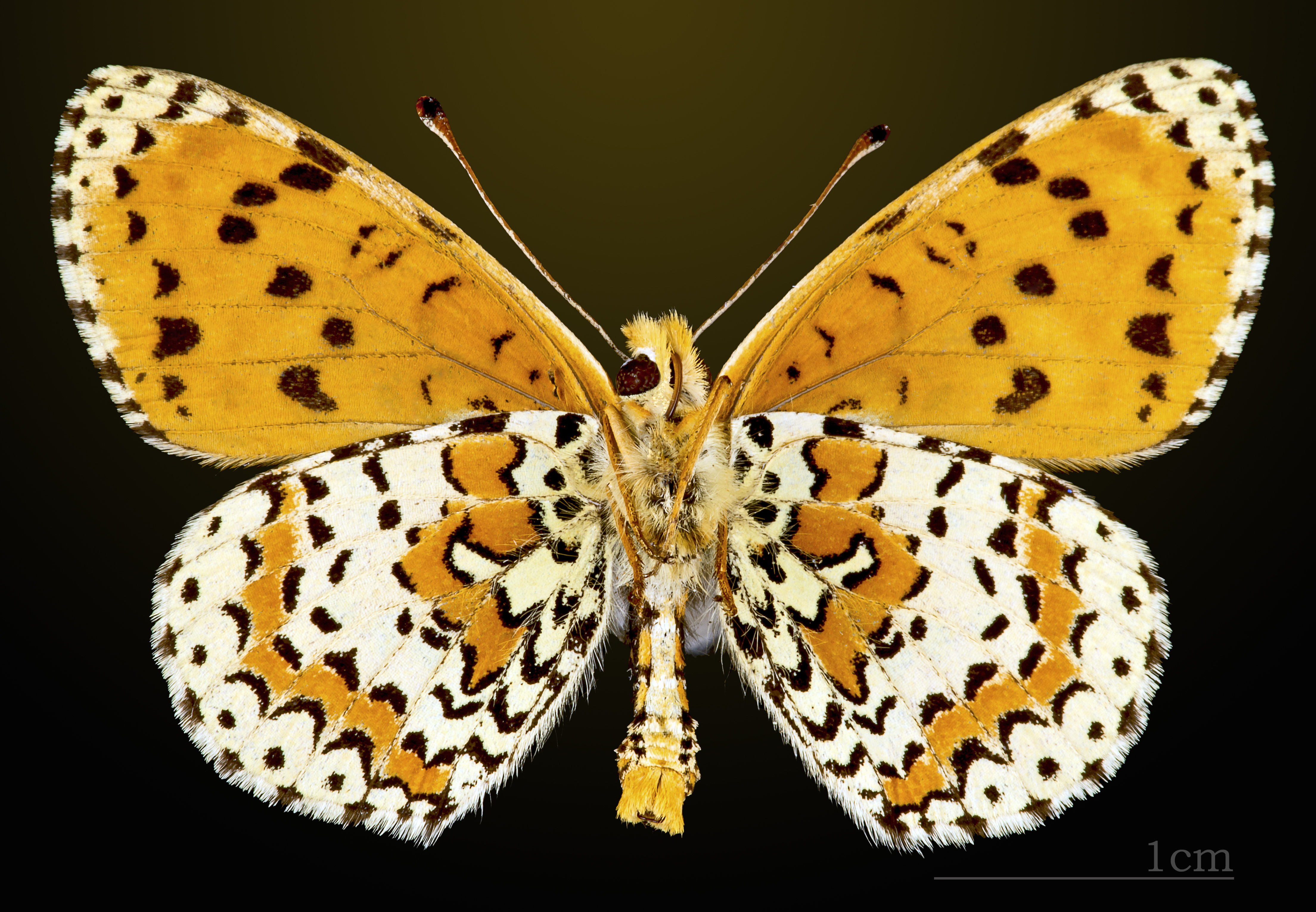
♂ △
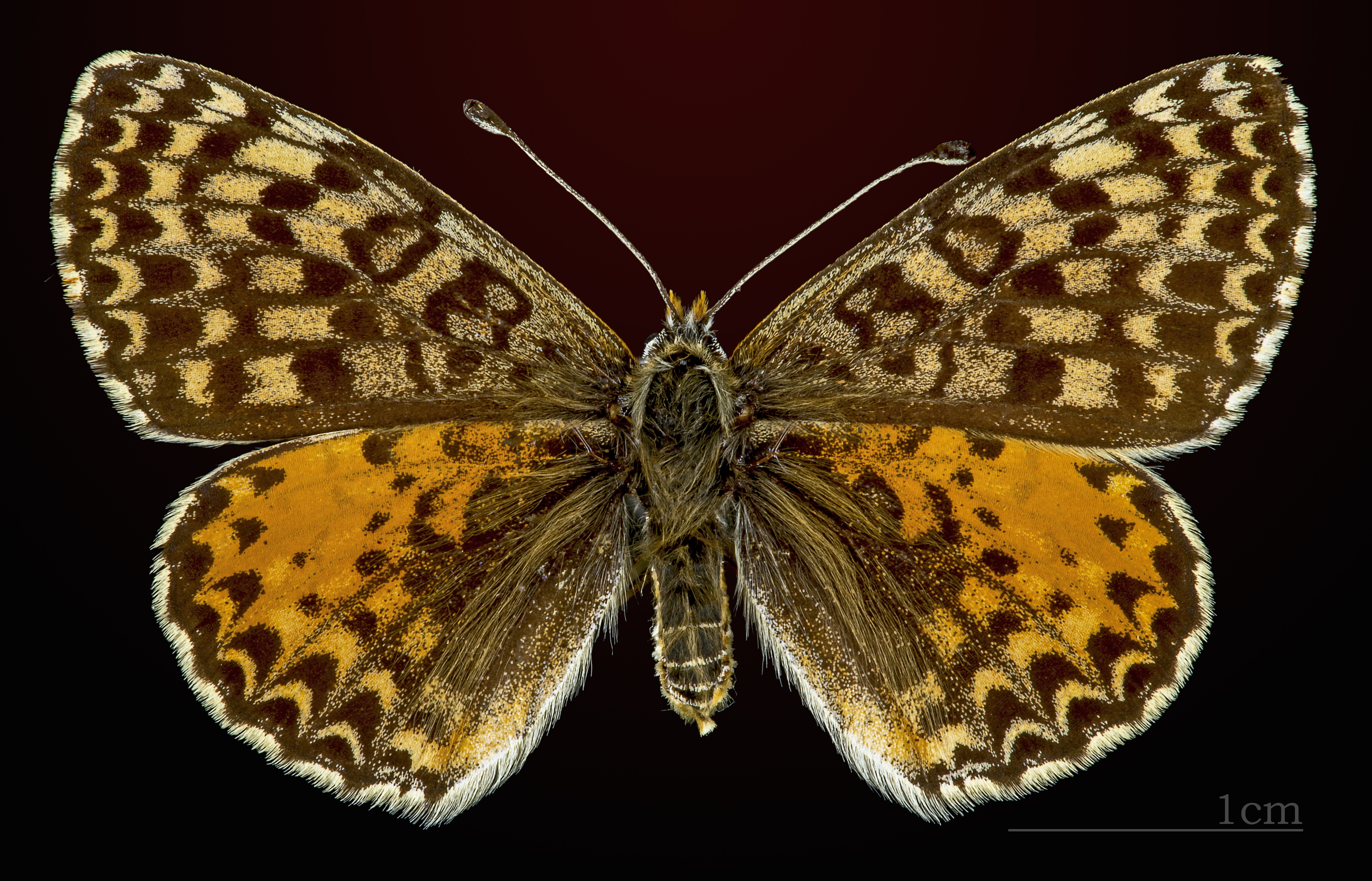
♀
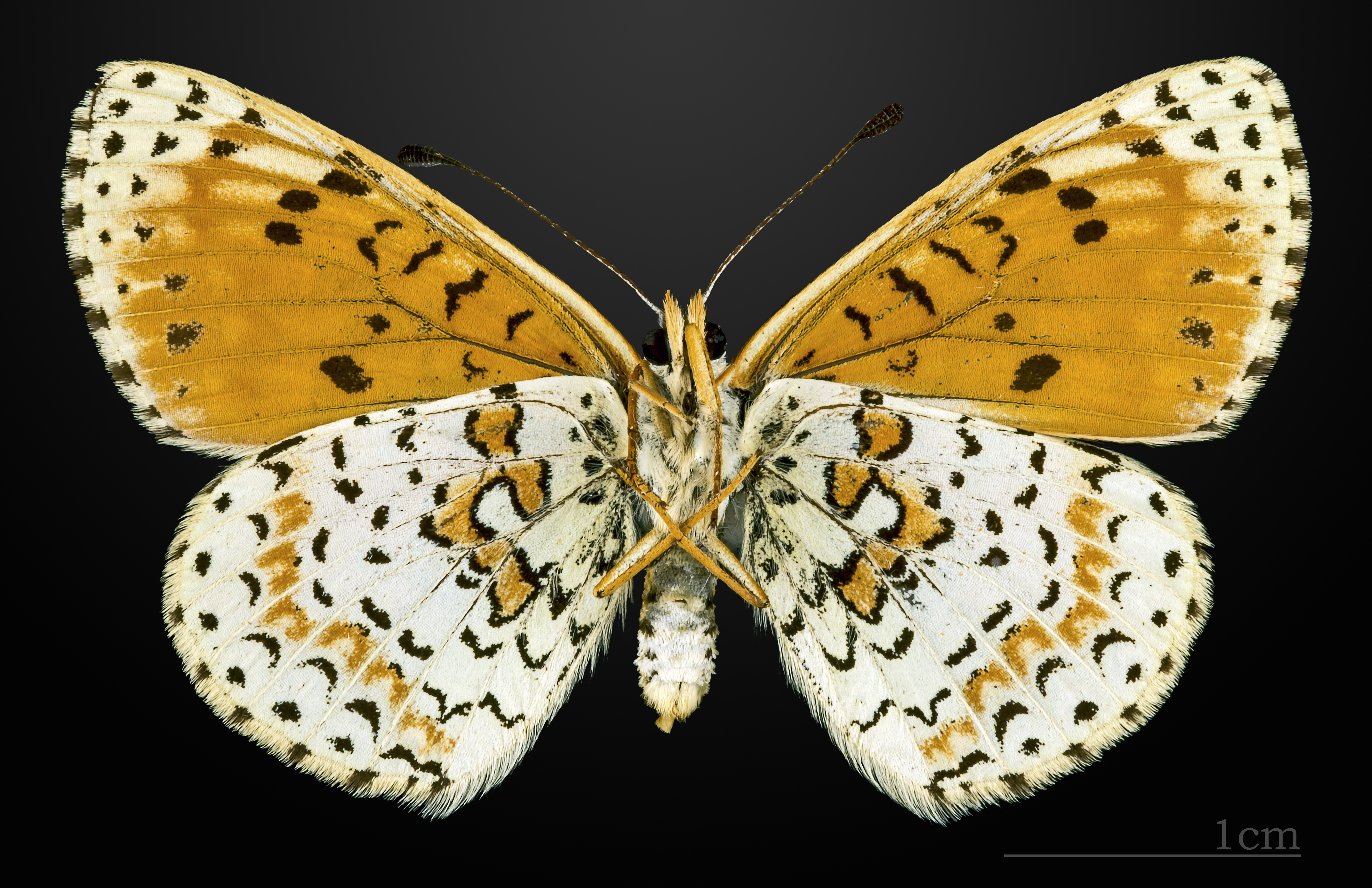
♀ △

### Underarteri
- Melitaea didyma didyma (Esper 1778)
- Melitaea didyma ambra Higgins, 1941
- Melitaea didyma elavar Fruhstorfer, 1917
- Melitaea didyma kirgisica Bryk, 1940
- Melitaea didyma neera Fischer de Waldheim, 1840
- Melitaea didyma occidentalis Staudinger, 1861
- Melitaea didyma turkestanica Sheljuzhko, 1929

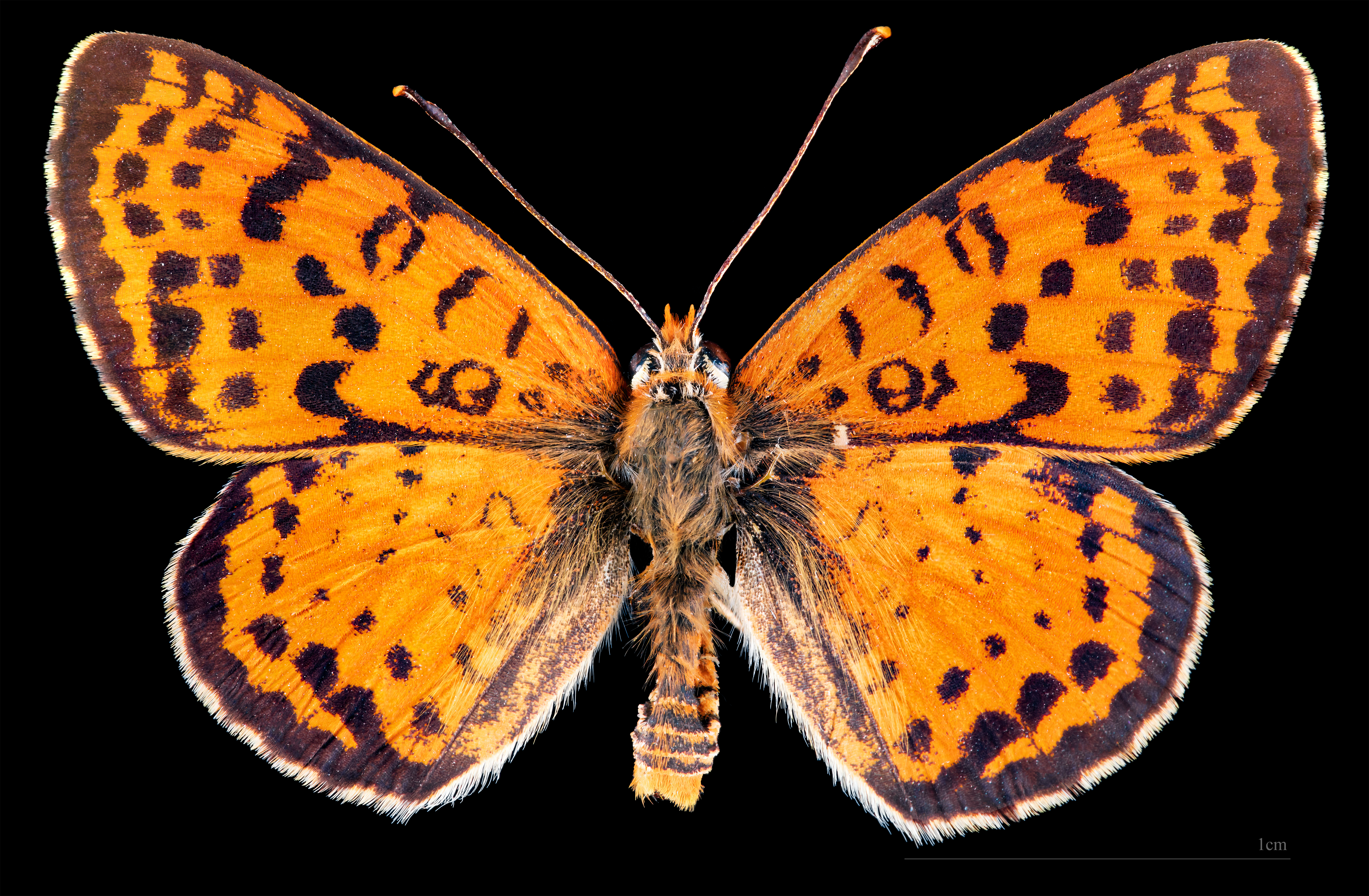
Melitaea didyma occidentalis ♂
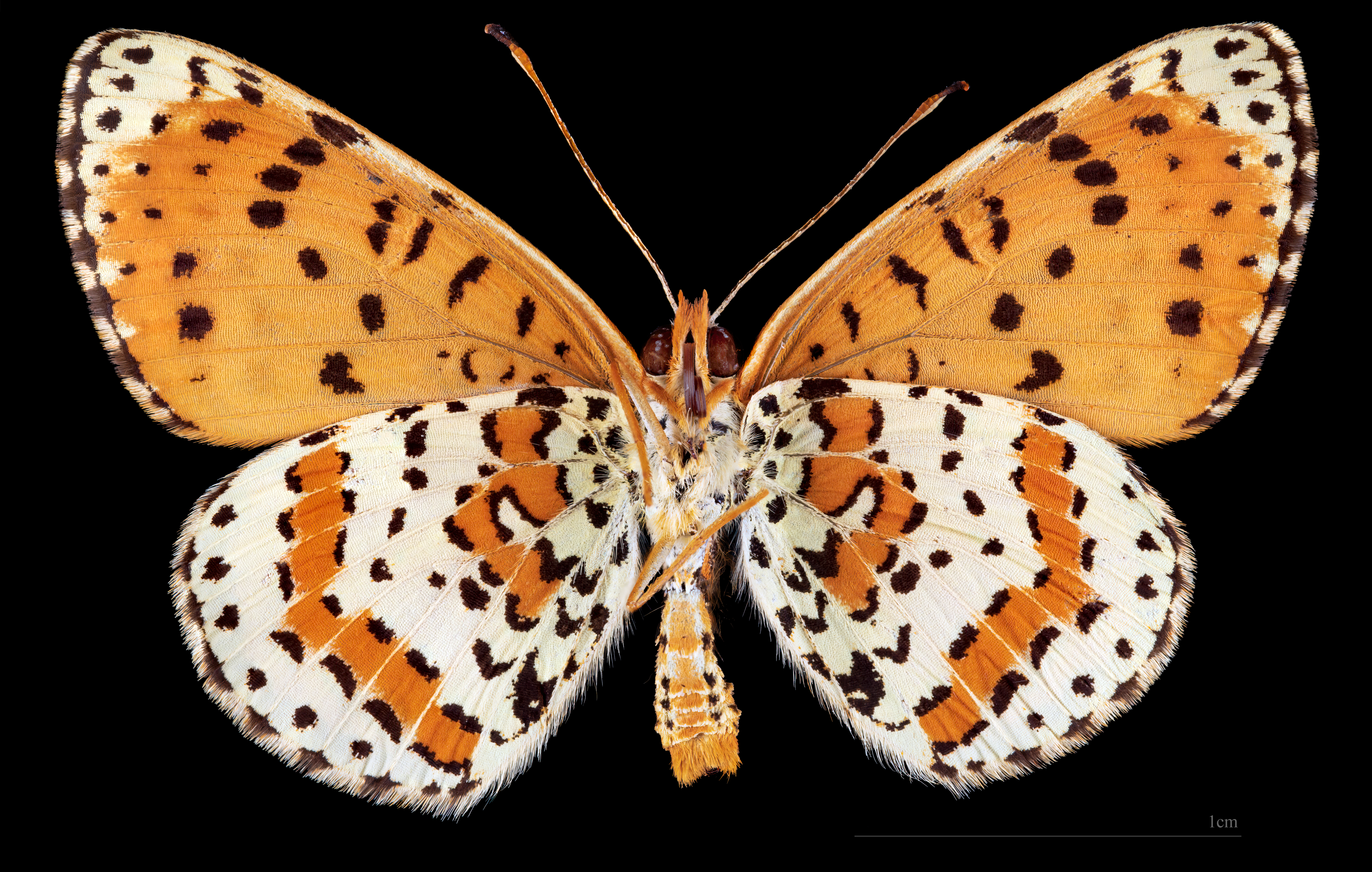
Melitaea didyma occidentalis ♂  △
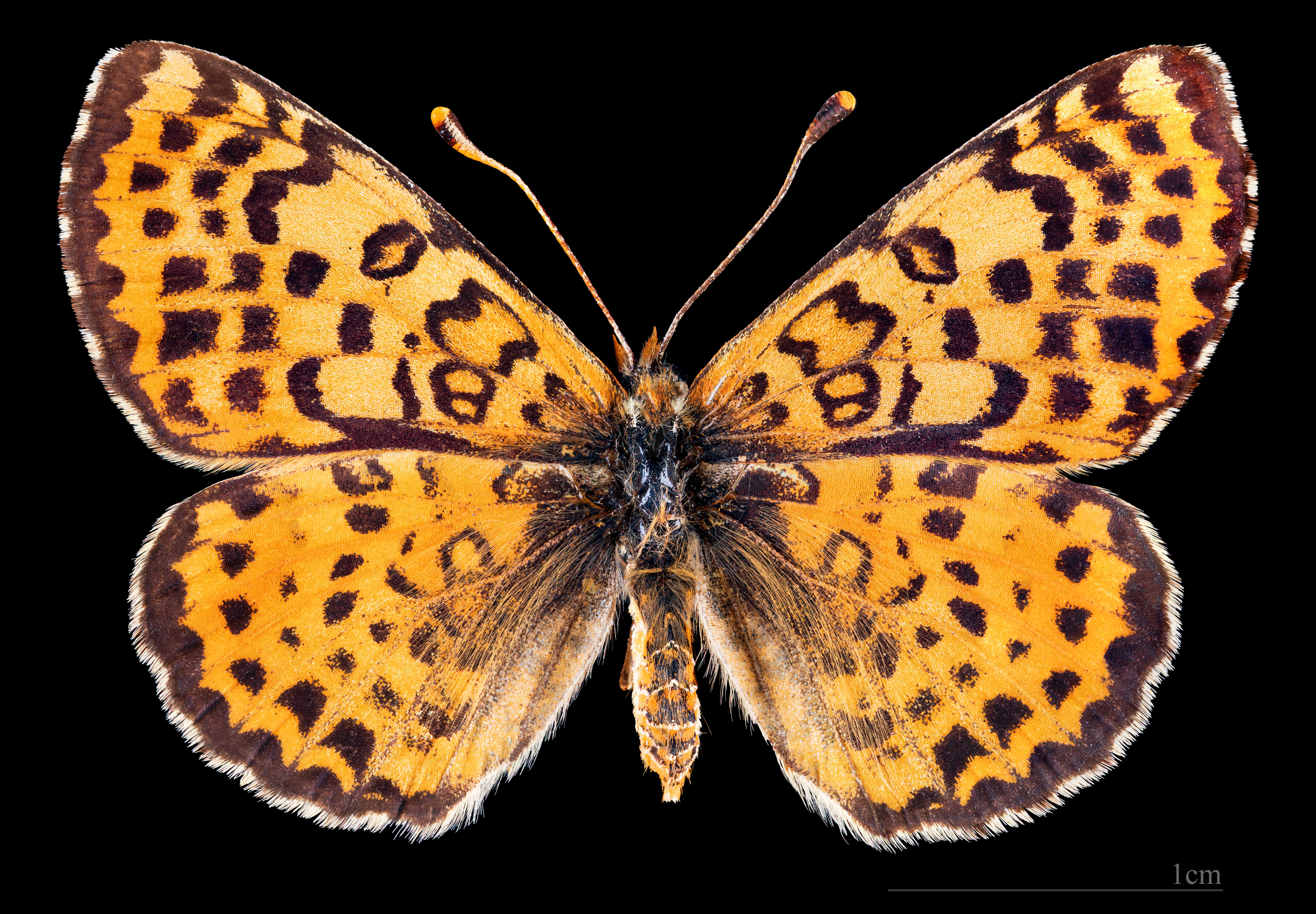
Melitaea didyma occidentalis ♀
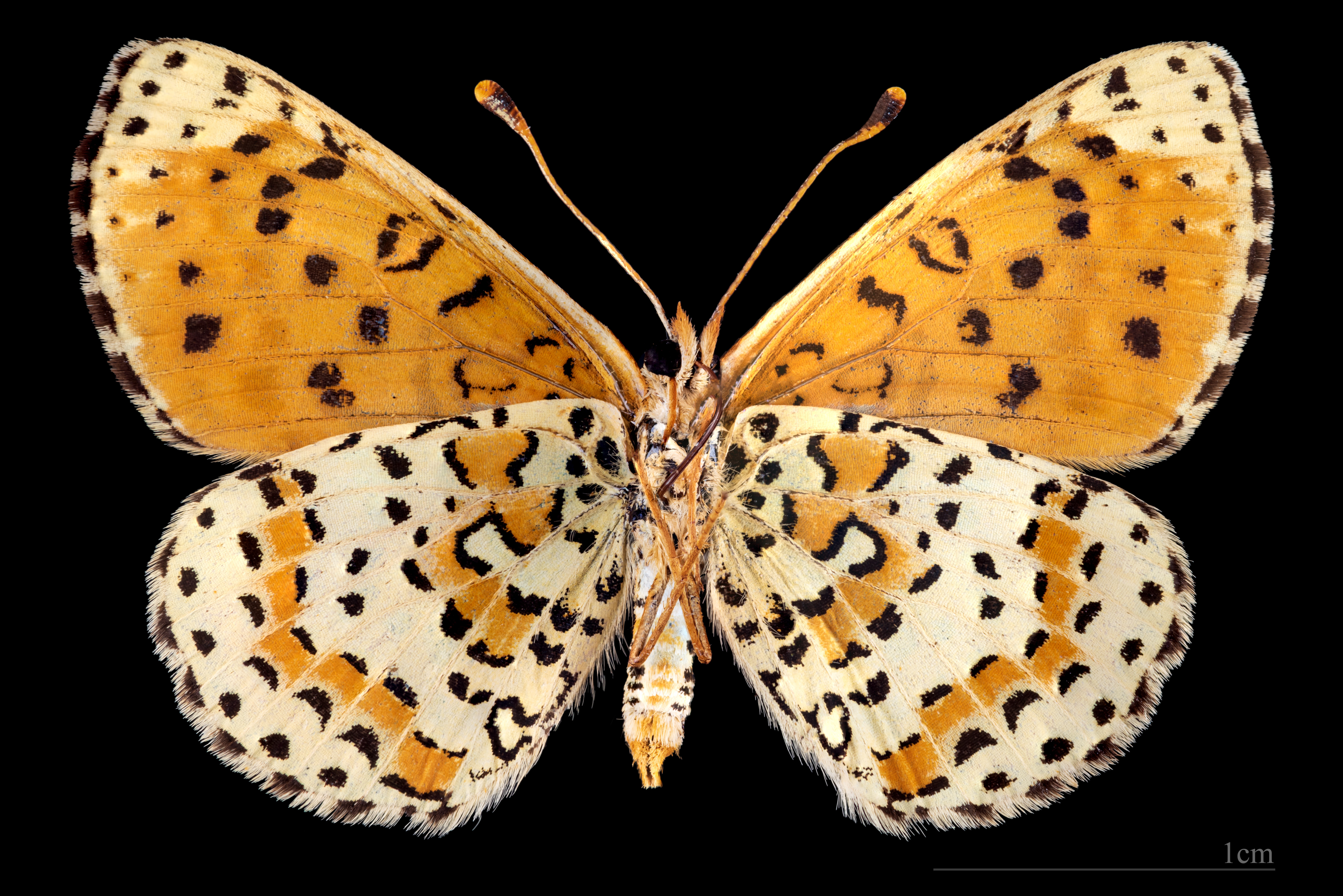
Melitaea didyma occidentalis ♀ △

## Bildgalleri

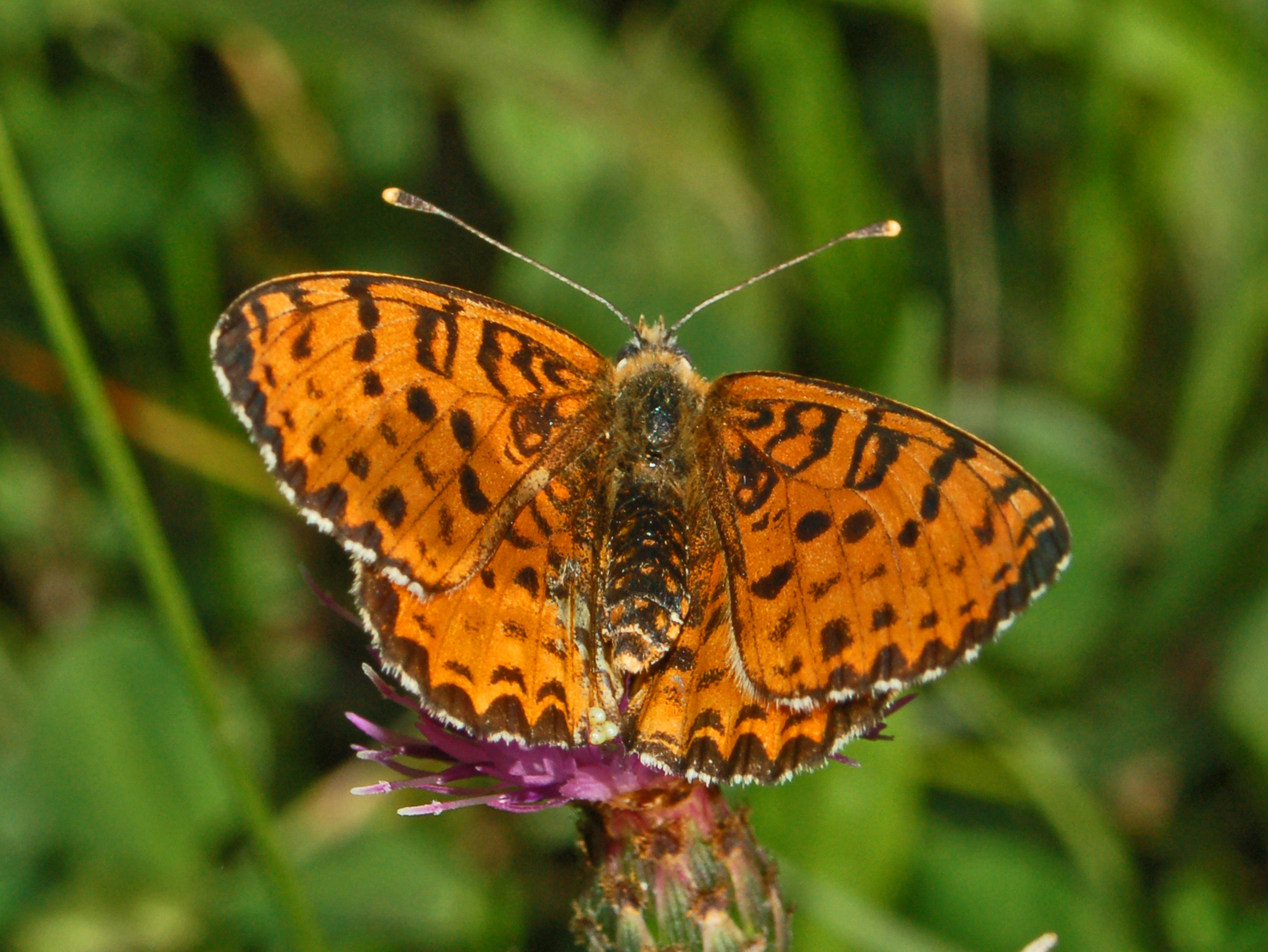
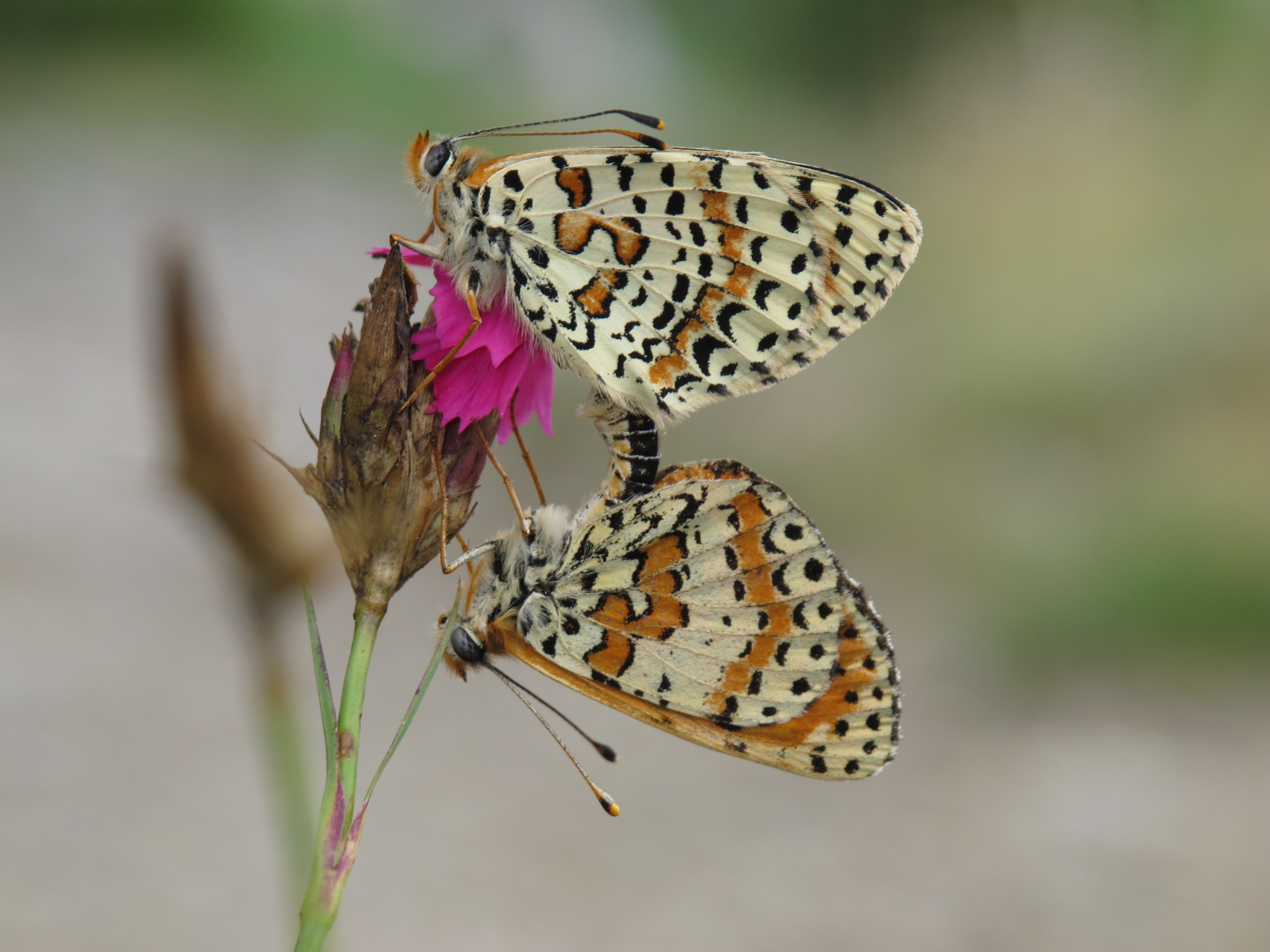
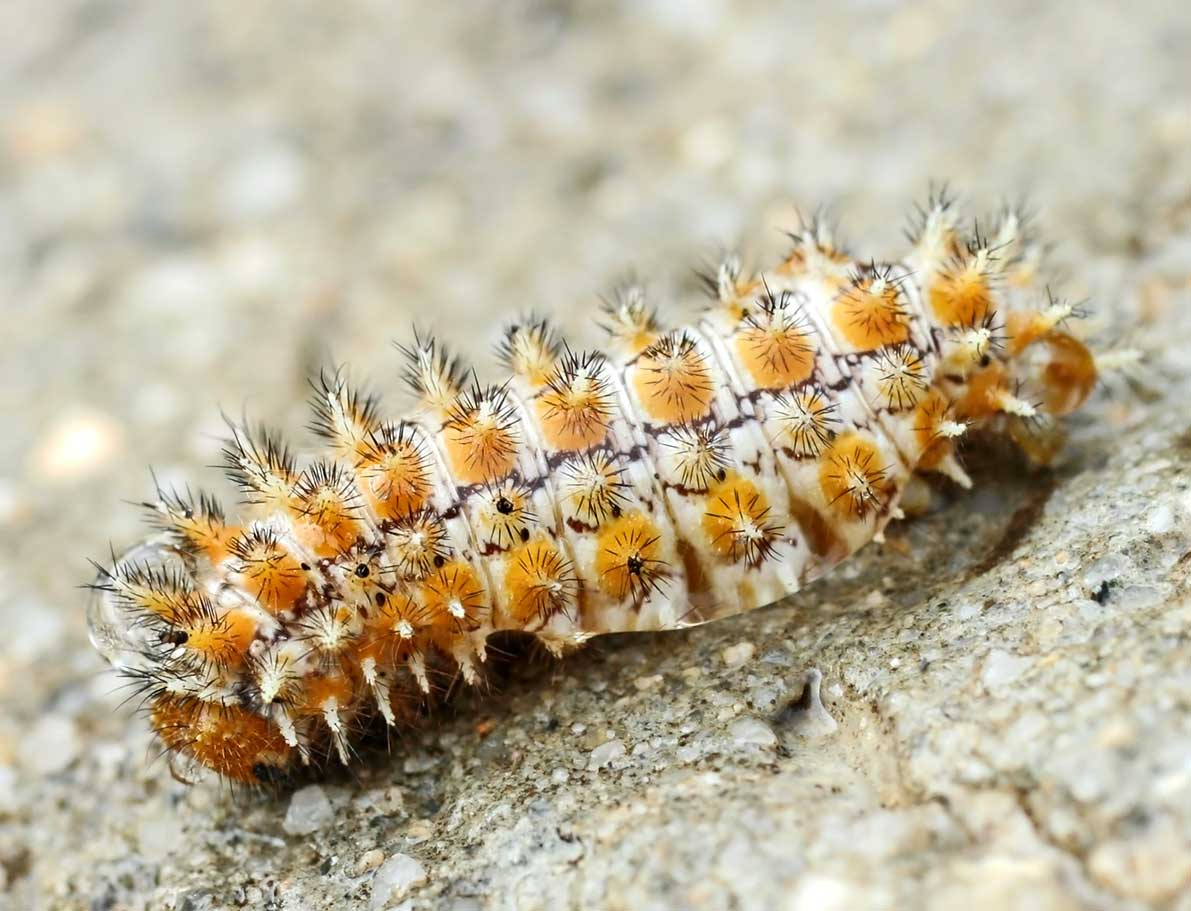
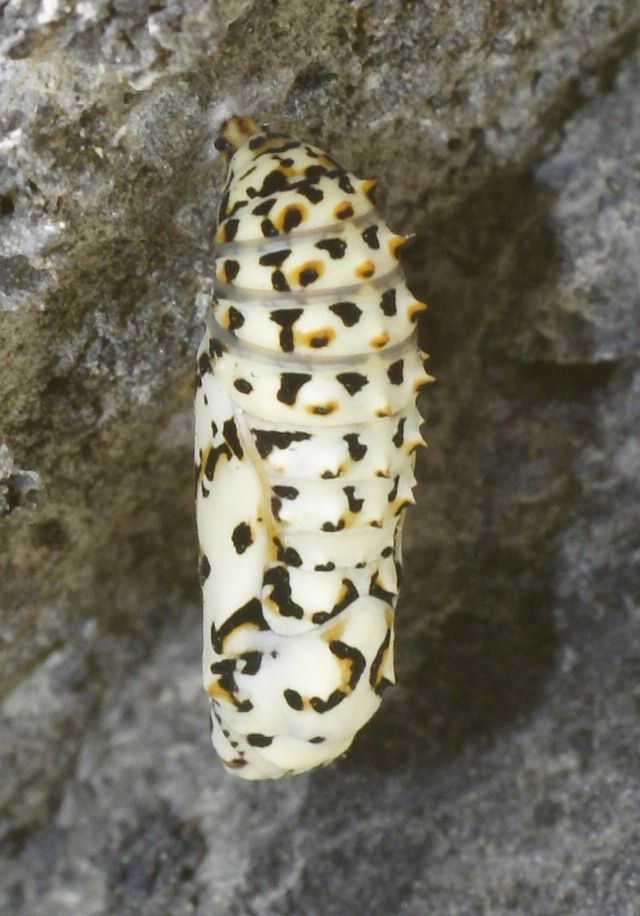